# マサ子の間男
マサ子の間男（まさこのまおとこ）は日本の劇団。

## 概要
2012年9月、役者・芸人からなるメンバー７人により結成。最初の公演『新団体結成「祝賀会」』にて観客から団体名を募り、投票の結果「マサ子の間男」に決定した。
劇場のみならず居酒屋等を会場とし、主として喜劇を上演している。

## 団員
- 高木稟
- 福田転球

## 公演記録
- 2012年9月28日-10月1日 やまがた舟唄 「新団体結成『祝賀会』」
- 2012年12月21日 やまがた舟唄 「年忘れ主役選考オーディション」
- 2013年3月11日 シアターブラッツ 「劇場版マサ子の間男～ある小男の一生～」
- 2013年7月24日-25日 ロクソドンタブラック（大阪）、

同年8月2日-4日 パブ山形 「歌喜劇 『おしりと御飯』」※友情出演：橋田雄一郎 （大阪公演のみ）
- 2013年12月29日-30日 やまがた舟唄　「マサ子の間男の“俺がやる！”『超人類』」※スピンオフ公演のため出演は西うら、シューレスジョー、小林、神保のみ
- 2014年4月4日-5日 OVAL THEATER & GALLERY（大阪）、

同年4月7日-9日 シアターブラッツ 「歌喜劇 あなたと轍(わだち)」※ゲスト出演：山岸門人(劇団鹿殺し)、平田小百合 福田の出演はなし